# Kautilja
Csánakja (szanszkritül: चाणक्य Cāṇakya) (i.e. kb 350–283) tanácsadó és miniszterelnök volt. Maurja császára, Csandragupta (i.e. 340-293 ) idejében szolgált, s ő volt korának főépítésze. Szerződésekben nevezték Kautiljának és Visnuguptának is. Az ókori indiai szerződések, az Artaszásztra így nevezi meg szerzőit, akik a hagyomány szerint megegyeznek Csánakjával. Csánakját a közgazdaságtan előhírnökének tekintik, mivel másfél évezreddel Ibn Khaldún Prolegomenonja előtt írt már erről a témakörről. A nyugati világban gyakran "Az indiai Machiavellinek nevezik", bár Csánakja mintegy 1800 évvel korábban alkotott. Csánakja a Taxilai egyetem professzora volt, a Maurjai Birodalom, az indiai szubkontinens első birodalmának létrehozatalában közreműködött.

## Személyisége
Általában Csánakjának nevezik, s ez a név apja, "Csának" nevéből ered. Az artha-sásztra megírójaként azonban általában Kautilja néven emlegetik. Ez a név gotrájának "KOTIL" nevéből ered. (Kautilja jelentése: "Kotilé"). Az éles elméjű diplomácia mestere volt. Négy útban, nevezetesen az egyenlőségben történő megállapodásban, a csábításban, az erőszakban vagy háborúban és a széthúzás elhintésében hitt. Az artha-sásztra Kautilja néven említi meg íróját, azonban van egy vers, melyben a Visnugupta név szerepel. Az egyik legrégibb szanszkrit irodalmi mű, mely Csánakját Visnuguptával azonosította, az i.e. III. századi Pancsatantra volt, melynek szerzője Visnu Szárma.
K.C. Ojha úgy fejlesztette tovább a nézetet, hogy álláspontja szerint állítólag azért azonosították Visnuguptát Kautiljval, mert a szerkesztőt összetévesztették a mű eredeti szerzőjével, és álláspontja szerint Visnugupta átdolgozta Kautulja munkáját. Thomas Burrow szerint  Csánakja és Kautilja két teljesen külön személy volt.

## Munkái
Két könyvet tulajdonítanak Csánakjának: az artha-sásztrát és a niti-sásztrát, mely ismert még Csánakja Nitiként is. Az artha-sásztra foglalkozik  az államirányítás elméletével és gyakorlatával, a királyság és demokrácia, a miniszterek, hivatalnoki apparátus, adószedés, kincstár, politika, hadsereg, bel- és külügyek kérdéseivel. A niti-sásztra erkölcsi tanításokat, viselkedési normákat szab meg, hogy az emberek helyes, erkölcsös életet éljenek. Csánakja ezen kívül írt még úgynevezett Néti-Szútrákat (aforizmákat, tömör ítéleteket), amelyek azt mondják el, az embereknek hogyan kellene viselkedniük. Ebből a jól ismert 455 szútrából nagyjából 216 azzal foglalkozik, hogy mit kell és mit nem szabad elkövetni egy királyság vezetése közben. Ezeket a szútrákat Csánakja valószínűleg Csandragupta tanítása közben használta, hogy hogyan irányítsa királyságát.

## Magyarul
- Chanakya Pandit: Artha-sásztra. Válogatott életbölcsességek; ford. Bhakti Kamala Tírtha; Danvantara, Budapest, 2015